# Julie Roset
Julie Thyana Roset est une soprano française d'origine réunionnaise.

## Biographie
Née à Avignon, Julie Roset découvre l'opéra enfant et commence le chant à l'âge de 7 ans au conservatoire du Grand Avignon  et à la Maitrise de l'Opéra. Elle étudie le chant lyrique avec Valérie Marestin dès ses 15 ans.
Elle obtient un diplôme avec mention de la Haute École de musique de Genève en 2019 dans la classe de Lucien Kandel. Sa rencontre avec la soprano canadienne Edith Wiens lors de l'Académie d'Aix-en-Provence en 2019, lui ouvre les portes de la Juilliard School, où elle passe deux ans et obtient en 2022 le prix du concours Laffont du Metropolitan Opera de New York. Elle enregistre le Salve Regina, le Gloria et le motet Silete venti de Handel accompagnée du Millenium Orchestra dirigé par Leonardo García Alarcón.
En juillet 2022, elle est Amour/Valetto dans l'Incoronazione di Poppea mise en scène par Ted Huffman et dirigé par Leonardo García Alarcón au Festival d'Aix-en-Provence.
Elle participe à l'Académie Song Studio de Renée Fleming au Carmegie Hall de New-York en janvier 2023 et joue, en juin 2023, dans Zémire et Azor d'André Grétry, au Théâtre national de l'Opéra-Comique. Elle se produit à deux reprises à la basilique Saint-Denis dans le cadre du Festival de Saint-Denis pour chanter Haydn dans une création de Julien Chauvin et sous la direction du chef Leonardo García-Alarcón pour Pasion Argentina. Elle fait ses débuts au Feszival de Salzbourg en août 2023 dans le rôle de Tamiri dans Il Re Pastore, dirigé par Adam Fischer.
Elle remporte en novembre 2023 le premier prix d'opéra du concours Operalia.
En septembre 2023 sort le premier albumconsacré à Luzzasco Luzzaschi de l’ensemble La Néréide qu’elle a co-fondé avec les chanteuses soprano Camille Allérat et Ana Vieira Leite. Elle est à l'affiche du Festival de Saint-Denis en mai 2024 avec l’ensemble La Néréide pour interpréter ce disque sur scène.
En janvier 2024, elle est à l'Opéra de Nancy pour Die Schöpfung dirigé par Marta Gardolinska puis en mai 2024, elle est programmée à l’Opéra de Paris en tant qu’Amour (Médée) créée par David McVicar et dirigée par William Christie, et revient en juillet 2024 au Festival d'Aix-en-Provence dans Samson de Rameau dirigé par Raphaël Pichon.
En 2025, elle est lauréate de la Victoire de la musique classique dans la catégorie révélation artiste lyrique.

## Récompenses
- Prix Dessurget du Festival d'Aix-en-Provence 2021
- Grand Prix du concours Metropolitan Opera Laffont Competition 2022[16]
- Premier Prix du concours Operalia 2023[17]
- Victoire de la musique classique révélation artiste lyrique 2025[15]